# Fabriciana megalothymus
Fabriciana megalothymus är en fjärilsart som beskrevs av Hans Fruhstorfer 1907. Fabriciana megalothymus ingår i släktet Fabriciana och familjen praktfjärilar. Inga underarter finns listade i Catalogue of Life.